# 役満貫
役満貫（やくまんがん）とは、日本の麻雀で採用されている役のうち非常に難易度が高いもの、またはその役で得られる得点のことを言う。役満（やくまん）と略すことが多い。名称は「単一の役のみで一度の和了で獲得できる最大点数（満貫）を得ることができる」ということに由来し（後述）、今日では「役としての難易度はこれより上が存在しない」という意味も含まれることがある。
役満貫となる役については麻雀の役一覧を参照のこと。

## 概要
役満は符数や飜数を超越した役とされており、その点数は計算を必要としない。役満が存在する場合、役満でない役は全て無視し、決められた特定の得点とする。現在は四倍満貫（親48000点/子32000点）とする事が多い。
但し、完全先付けにおける和了資格等を考慮する際に役満以外の役との複合を認める場合もある。
ルールによっては役満同士が複合した場合（字一色と大三元など）、ダブル役満、トリプル役満と称し通常の役満貫の2倍及び3倍の点数として扱う場合もある。また、役満に該当する役が1種類だけでも和了の方法（四暗刻単騎待ち・国士無双十三面待ち・九蓮宝燈九面待ち）や役の難易度（大四喜）によってはダブル役満として扱うルールもある（大役満と呼び、通常の1.5倍の点数とするローカルルールもある）。
一般的なフリー麻雀や競技麻雀では最大点数を単一の役満貫相当点（親48000点/子32000点）とするルールが主流であるが、Mリーグなどでは、役満が複合した場合にはダブル役満やトリプル役満を認めるルールを採用している。その場合でも、四暗刻単騎待ちや大四喜、国士無双13面待ち、九蓮宝燈9面待ちをダブル役満とするルールはほとんどない。主に関西のセット麻雀にのみ見られるルールである。
歴史的には麻雀において一回の和了で獲得できる最大の点数（上限）を満貫と称した（英語でも満貫は「Limit」と称する）。複数の役の複合により満貫に達する場合を数え満貫或は数満貫と呼び、単一の役だけで満貫として扱う場合を役満貫として区別した。
因って役満貫の点数は文字通り満貫と同額であったが、所謂麻雀のインフレ化に伴い満貫以上の得点（跳満貫・倍満貫・三倍満貫）が認められるようになり、それに応じて役満貫の点数も上昇していった。その結果現在では役満貫を四倍満貫として扱うようになった。

### 数え役満
役満以外の役の複合による最大得点を役満相当とするルールも存在する（数え役満）。数え役満の例は麻雀の得点計算を参照。
以下の条件を満たしたときは、数え役満として、そのあがり形全体を一つの役満として扱う。
1. あがり形の翻数が13翻以上であること
2. 他に役満が存在しないこと（先述の通り役満と通常役は複合しないため）

Mリーグなどの競技麻雀では数え役満を採用しない場合が多く、その場合は13翻以上でも三倍満として扱われる。
日本プロ麻雀連盟では四倍満として2025年度から採用されている。

### 役満の分類
中張牌のみでできる役満は、四暗刻・四槓子・緑一色・天和・地和・人和である。これ以外の役満では、么九牌を必要とする。
七対子形で作れる役満は、字一色・天和・地和・人和である（七対子形の字一色を大七星ともいう。）。
順子を含むことができる役満は、緑一色・九蓮宝燈・大三元・小四喜・天和・地和・人和である。
門前限定の役満は、四暗刻・九蓮宝燈・国士無双・天和・地和・人和である。（天和・地和・人和は、他家の副露や、自他問わぬ暗槓によっても消滅する。）
役満は一般に非常に難度が高いので実戦でもそう滅多に和了れないが、その難度は役の種類により幅が大きい。役満の中で比較的完成するのが容易とされるのは次の3つの役である。
1. 四暗刻 - 使用できる牌種を厳しく制限するものが多い中で、四暗刻は全ての牌を役の構成牌として使える[1]。さらに門前役であるため手の内を（暗槓しない限り）晒さず、捨て牌も偏りにくいため見破りにくい。
2. 大三元 - 手牌14牌の大半に条件を課すものが多い中、大三元は白・發・中の3面子9牌だけであり、鳴いて手を作る事ができる。
3. 国士無双 - 同種の牌を複数要求するものが多い中、国士無双では雀頭を除き1種1枚で良く、確率的に有利である。

## 役満貫の複合例
- 清老頭と四暗刻（シャンポン待ち）

 ツモ和了
- 字一色と大三元

  和了
- 字一色と小四喜

   和了
四暗刻は比較的出現しやすいが、他の役満との複合は非常に稀である。そもそも四暗刻は牌種に制限がないため、他の役満と複合させようとすると牌種に制限が生じ、一気に難易度が上がる。仮に么九牌の対子と刻子を集め、四暗刻と他の役満の複合を狙える手組みになっても、その場合はポンを行って和了（清老頭か字一色のシングル役満）に向かう場合が多い。四暗刻と他の役満を複合させるには、手の内に他の役満に使える対子を揃え、かつ、それら必要牌がなかなか場に切り出されず、かつ、自力でツモらなくてはならない。しかも、必要牌全て自分のツモ筋になくてはならない。これらの条件を全てクリアしなくてはならないため、四暗刻の複合は非常に珍しい。
大三元や四喜和は、字牌の刻子を要するため、字一色との複合を狙いやすい場合がある。四暗刻と四槓子は、理論上は国士無双と九蓮宝燈を除く全ての役満（ただし、四槓子については天和・地和・人和も複合不可）、さらにローカル役では四連刻などと複合できるが、あくまで理論上の話であり、上述通り現実的には非常に難しい。